# Кримінальна відповідальність
Криміна́льна відповіда́льність — різновид юридичної відповідальності, обов'язок особи, яка вчинила кримінальне правопорушення (злочин), зазнати державного осуду в формі кримінального покарання.

## Законодавча визначеність
Передбачені Кримінальним кодексом обмеження прав і свобод особи, що вчинила злочин, індивідуалізуються в обвинувальному вироку суду і здійснюються спеціальними органами виконавчої влади держави.
В Україні загальний вік кримінальної відповідальності настає з 16 років. За окремі види злочинів відповідальність настає для осіб, яким до вчинення злочину виповнилось 14 років. В окремих випадках, кримінальна відповідальність може пов'язуватись з настанням певного віку (так виконавцем злочину, у сфері порушення порядку несенням військової служби не може наступати для осіб, які не досягли 20 років).
Початком кримінальної відповідальності є вчинення злочину. Закінченням - погашення або зняття судимості.

## Кримінальне покарання
Головною формою реалізації кримінальної відповідальності, його змістом є кримінальне покарання. Однак поняття кримінальної відповідальності ширше, ніж поняття покарання. Кримінальна відповідальність можлива як із застосуванням покарання, так і без його застосування. Відповідно і сама кримінальна відповідальність поділяється на два види:
- без призначення покарання — кримінальна відповідальність вичерпується або фактом засудження особи (суд постановляє обвинувальний вирок без призначення покарання), або застосуванням замість покарання заходів кримінально-правового характеру (примусові заходи виховного впливу, примусові заходи медичного характеру).)
- з призначенням покарання.